# Optat
Optat – imię męskie pochodzenia łacińskiego, od optatus – „upragniony, pożądany”. Imię takie nadawane było dziecku, które było długo oczekiwane przez rodziców. Istnieje trzech świętych o tym imieniu.
W Polsce było nadawane w przeszłości, od XX wieku imię nie jest używane. W 2024 nie występuje w publicznie dostępnych danych, dotyczących osób żyjących, rejestru PESEL.
Optat imieniny obchodzi 16 kwietnia, 4 czerwca, w dzień wspomnienia św. Optata z Mileve, i 31 sierpnia.

## Imię Optat w innych językach[6]
- łacina – Optatus
- angielski – Optatus
- czeski – Optát
- włoski – Ottato